# Fatma Girik
Fatma Girik, née le 12 décembre 1942 à Istanbul et morte dans la même ville le 24 janvier 2022, est une actrice, animatrice de télévision et femme politique turque. Elle est l'une des figures féminines les plus connues de l'âge d'or du cinéma turc.

## Filmographie partielle
- 1956 : Yetimler Ahı de Muharrem Gürses
- 1960 : Aşk Hırsızı de Hüseyin Peyda
- 1961 : Mahalleye Gelen Gelin d'Osman F. Seden
- 1961 : Avare Mustafa de Memduh Ün : Aynur
- 1962 : Cengiz Han'ın Hazineleri d'Atıf Yılmaz
- 1963 : Badem Şekeri d'Osman F. Seden, avec Türkan Şoray
- 1964 : Keşanlı Ali Destanı : Zilha
- 1964 : Tophaneli Osma de Ülkü Erakalın
- 1964 : Fatoş'un Fendi Tayfur'u Yendi d'Ertem Eğilmez : Fatoş
- 1967 : Zilli Nazife de Memduh Ün : Nazife
- 1967 : Sürtüğün Kızı d'Ertem Eğilmez
- 1968 : Ezo Gelin d'Orhan Elmas : Ezo
- 1968 : Öksüz de Bilge Olgaç : Kezban
- 1971 : Aci de Yılmaz Güney : Zeliha
- 1973 : Toprak Ana de Memduh Ün
- 1973 : Namus de Duygu Sağıroğlu
- 1974 : Kuma d'Atıf Yılmaz : Hanim
- 1978 : Gelincik de Şerif Gören, avec Cüneyt Arkın
- 1982 : Kaçak de Memduh Ün, avec Tarık Akan : Hacer
- 1982 : Gülsüm Ana de Memduh Ün

## Récompenses
- Festival international du film d'Adana :
  - Boule d'or de la meilleure actrice
    - en 1969 pour Ezo Gelin (film, 1973) (tr)
    - en 1970 pour Boş Beşik (tr)
    - en 1971 pour Acı (film, 1971) (tr)
- Festival international du film d'Antalya :
  - Orange d'or de la meilleure actrice
    - en 1965 pour Keşanlı Ali Destanı
    - en 1967 pour Sürtüğün Kızı (tr)